# Al-Arabi SC (Qatar)
Al-Arabi (arabiska: النادي العربي الرياضي) är en professionell klubb som är medlem i den högsta divisionen för fotboll i Qatar. Klubben är baserad i den qatariska huvudstaden, Doha. Al-Arabi brukar kallas "Dream Team". Presidenten för klubben är Shejk Falah bin Jassem Al-Thani, som ingår i den styrande ätten Al-Thani. Gabriel Batistuta som spelade i Al-Arabi mellan 2003 och 2005 är den som har gjort flest mål under en säsong i Q-League, dvs 25 mål under säsong 2003/04.
Kända spelare som har representerat Al-Arabi genom åren är Gabriel Batistuta, Stefan Effenberg, Giuseppe Signori, Tony Popovic, Ivan Hurtado och Taribo West.

## Titlar
Q-League (7)
1982/1983, 1984/1985, 1990/1991, 1992/1993, 1993/1994, 1995/1996, 1996/1997
Emir of Qatar Cup (8)
1977/1978, 1978/1979, 1979/1980, 1982/1983, 1983/1984, 1988/1989, 1989/1990, 1992/1993
Qatar Crown Prince Cup (1)
1996/1997
Qatar Sheikh Jassem Cup (6)
1979/1980, 1981/1982, 1993/1994, 2007/2008, 2009/2010, 2010/2011

## Placering tidigare säsonger
| Säsong  | Nivå | Liga     | Placering | Referens | Notering |
| ------- | ---- | -------- | --------- | -------- | -------- |
| 2012/13 | 1    | Q-League | 11        | [ 1 ]    |          |
| 2013/14 | 1    | Q-League | 5         | [ 2 ]    |          |
| 2014/15 | 1    | Q-League | 8         | [ 3 ]    |          |
| 2015/16 | 1    | Q-League | 8         | [ 4 ]    |          |
| 2016/17 | 1    | Q-League | 9         | [ 5 ]    |          |
| 2017/18 | 1    | Q-League | 7         | [ 6 ]    |          |
| 2018/19 | 1    | Q-League | 6         | [ 7 ]    |          |
| 2019/20 | 1    | Q-League | 7         | [ 8 ]    |          |
| 2020/21 | 1    | Q-League | 7         | [ 9 ]    |          |
| 2021/22 | 1    | Q-League | 4         | [ 10 ]   |          |
| 2022/23 | 1    | Q-League | 2         | [ 11 ]   |          |
| 2023/24 | 1    | Q-League | 5         | [ 12 ]   |          |
| 2024/25 | 1    | Q-League | 9         | [ 13 ]   |          |

## Kända spelare
- Rod Fanni
- Paulinho
- Ashkan Dejagah
- Marco Verratti